# Sea Mills (stacja kolejowa)
Sea Mills – stacja kolejowa w Bristolu na linii kolejowej Severn Beach Line, 7 km od stacji Bristol Temple Meads. Obsługuje dzielnicę Sea Mills.

## Ruch pasażerski
Stacja obsługuje ok. 36 408 pasażerów rocznie (dane za rok 2021/2022). Posiada bezpośrednie połączenia z  Bristol Parkway, Severn Beach. Pociągi odjeżdżają ze stacji w odstępach godzinnych w każdą stronę.

## Obsługa pasażerów
Przystanek autobusowy. Stacja nie posiada parkingu samochodowego, miejsce parkingowe dla czterech rowerów. Odprawa podróżnych odbywa się w pociągu.